# Гостилиця
Гостилиця (болг. Гостилица) — село (поселення) в Габровській області Болгарії, підпорядковане общині Дряново. В селі налічується 379 мешканців.